# Велия (озеро)
Велия — озеро в западной части Тверской области, расположено на территории Хотилицкого сельского поселения Андреапольского района. Принадлежит бассейну Западной Двины.
Расположено в 30 километрах к западу от города Андреаполь. Высота над уровнем моря — 197 метров. Озеро сложной формы, состоит из двух частей вытянутых на северо-запад. Ширина озера до 500 метров. Площадь водного зеркала — 1,1 км². Протяжённость береговой линии — 7,5 километра. Через Велию протекает река Любутка, левый приток Торопы.
Недалеко от западного конца озера находится село Воскресенское.